# Théodore Tronchin (Theologe)

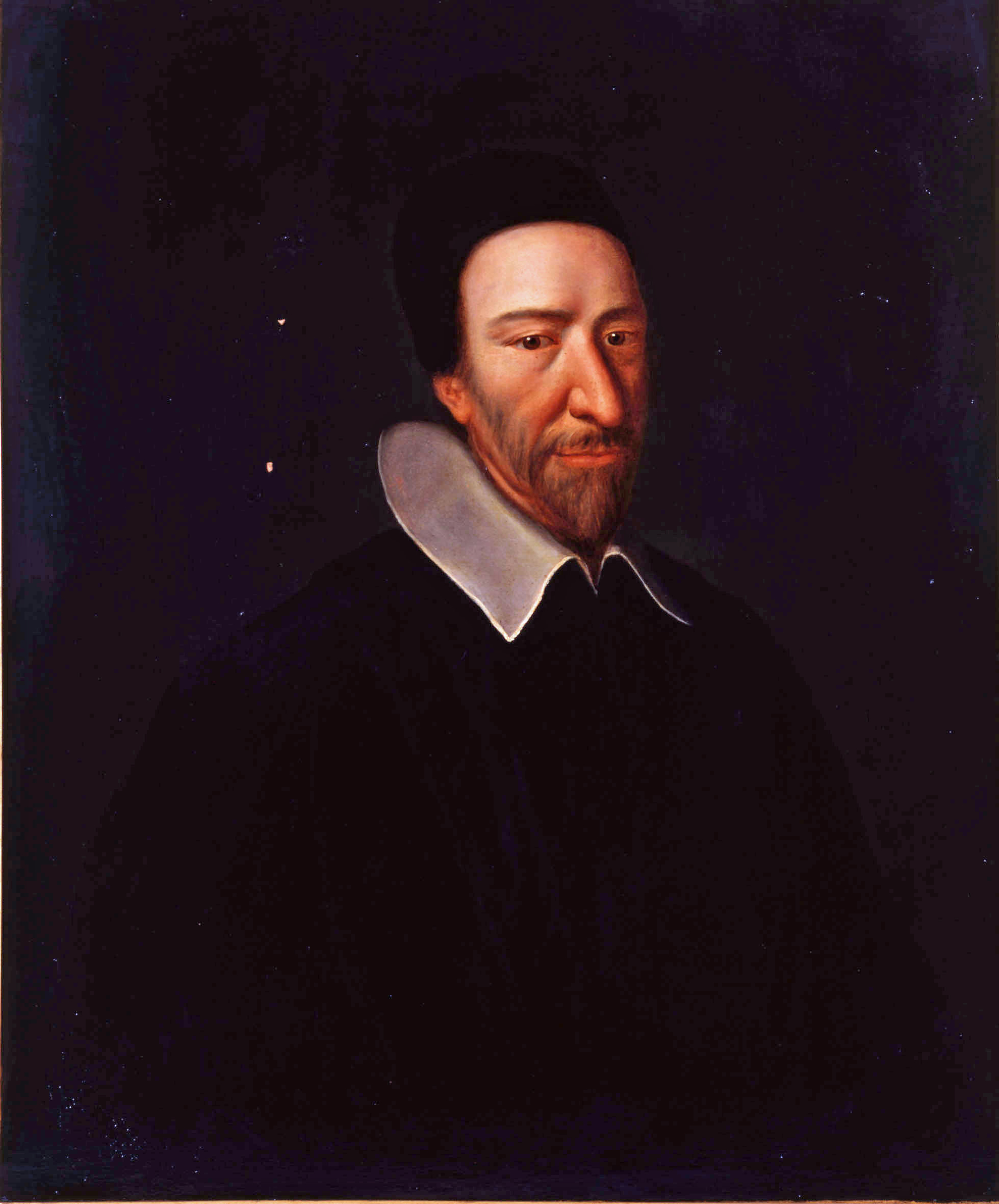

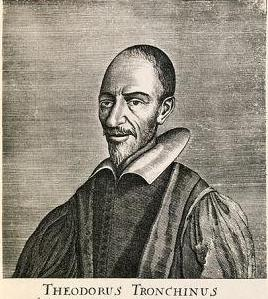
Théodore Tronchin 1657

Théodore Tronchin, latinisiert Theodorus Tronchinus, (* 17. April 1582 in Genf; † 19. November 1657 ebenda) war ein Genfer reformierter Theologe und Orientalist. Er war der Sohn von Rémi Tronchin (* 1539 in Troyes; † 1609 in Genf), eines hugenottischen Offiziers, der nach dem Massaker der Bartholomäusnacht nach Genf floh.

## Leben
Tronchin studierte Theologie in Basel (1600), Genf (1602), Heidelberg (1604 bis 1606), Franeker und Leiden. 1606 wurde er Professor für Hebräisch an der Genfer Akademie, 1608 Prediger (Pfarrer) in Genf und 1618 Professor für Theologie. 1610 bis 1615 war er Rektor der Akademie. 1649 bis 1657 war er Dekan der Compagnie des pasteurs in Genf.
1618 wurde er mit Giovanni Diodati als Vertreter Genfs zur Dordrechter Synode entsandt. Er trat für die Lehre von Johannes Calvin, genauer die damals umstrittene Prädestinationslehre, und gegen die Remonstranten (Arminianer) ein. Er war ein Gegner des von Moyse Amyraut vertretenen Heilsuniversalismus.
1632 wurde er Armeekaplan im Heer von Henri II. de Rohan (dessen Beichtvater er war) und nahm am Feldzug im Veltlin teil. 1620 veröffentlichte er eine Gegenschrift auf den Angriff des Jesuiten Pierre Cotton (Genève plagiaire 1618) auf die Genfer Bibelübersetzung.
1607 heiratete er Théodora Rocca, die Tochter des Krämers Jean-Baptiste Rocca, Schwester von Etienne Rocca (1608–1696) und Jean Rocca (1616–1685) und Adoptivtochter von Théodore de Bèze. Tronchin erbte über sie das Archiv von de Bèze. Er war der Vater des Theologen Louis Tronchin. Seine Tochter Renée heiratete den Drucker Pierre Chouet und war Mutter des Theologen Jean-Robert Chouet. Der Bankier und Politiker Isaac de Thellusson (1690–1755) war Théodore Tronchins Urenkel.

## Schriften
- Cotton plagiaire ou la vérité de Dieu et la fidélité de Genève, maintenue contre les accusations de P. Cotton, jesuite, contre la Bible de Genève. Genf 1620.
- De bonis operibus. 1628.
- Oratio funebris de Henrico duce Rohani. 1638.
- Iudicium Ecclesiae & Academiae Genevensis, De Concordis Ecclesiasticae inter Evangelicos studio. 1655.
- De peccato originali. 1658.